# Norma Editorial

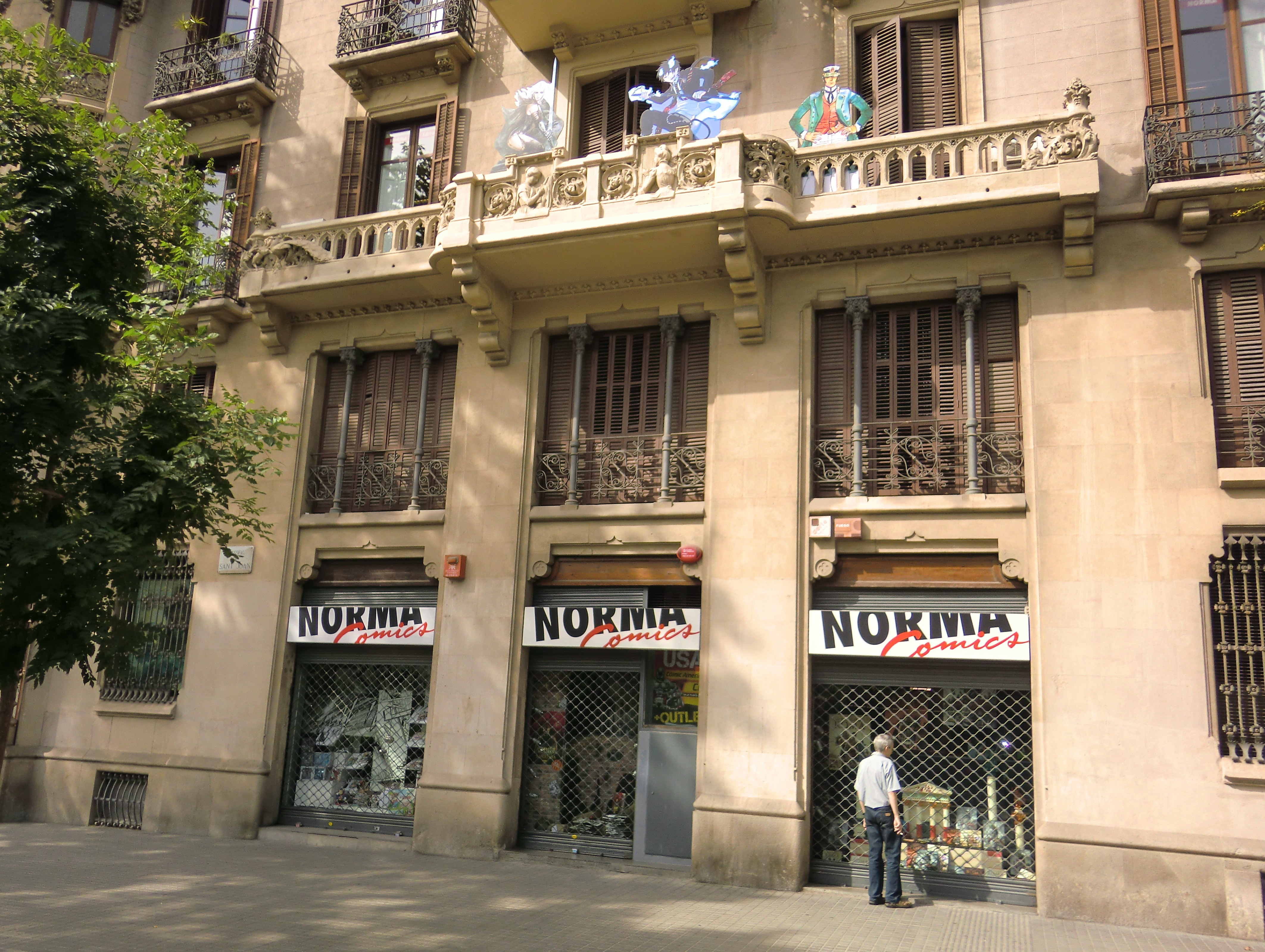
Hoofdkantoor Norma Editorial

Norma Editorial is een Spaanse uitgever van strips.
Opgericht in 1977 door Rafael Martínez, publiceert Norma Editorial zowel originele Spaanse strips (zoals Miguelanxo Prado), Spaanse vertalingen van Japanse manga (zoals werk van Kia Asamiya, Clamp, Haruhiko Mikimoto, Katsuhiro Otomo en Masamune Shirow) evenals Spaans vertalingen van Amerikaanse of Europese strips en grafische romans (waaronder werken van Will Eisner, Frank Miller, Dave Gibbons, Enki Bilal, Hugo Pratt, Manu Larcenet, Joann Sfar en Lewis Trondheim).

## Traject

### Begin
Vanaf 1981 begon Norma Editorial in hoog tempo striptijdschriften over te nemen zoals Riego Ediciones, Cimoc, Hunter, wat later ook Cairo, Sargento Kirk en Humor a tope, in 1984 allemaal onder de hoede van Joan Navarro.
Met deze merken richtte het bedrijf zijn focus op Spaanse en Europese strips. Onder de eerste gepubliceerde werken bevonden zich die van Enrique S. Abulí, Alfonso Azpiri, Beroy, Alfonso Font, Miguelanxo Prado, Segrelles, Daniel Torres of Sento; gevolgd door de werken van Enki Bilal, François Bourgeon, Vittorio Giardino, Jean Van Hamme, Alejandro Jodorowsky, Milo Manara, Moebius, Hugo Pratt, Grzegorz Rosiński en Jacques Tardi. Sommige sagen van deze auteurs werden gepubliceerd in collecties zoals Álbumes Cairo B/N, Cimoc Extra Color en El Muro y Pandora.
Ook werd uitgegeven de concept-reeks Un hombre, mil imágenes (1982-1985).

### Nieuwe richting
In de jaren negentig  begon Norma Editorial werken van Noord-Amerikaanse auteurs uit te geven. Hun meest succesvolle was het werk van Will Eisner, gevolgd door John Byrne, Neil Gaiman, Frank Miller, Mike Mignola of Alan Moore met merken als Made in USA.
Het bedrijf nam deel aan de manga boom van de jaren '90 en publiceerden werken van Kia Asamiya, CLAMP, Kosuke Fujishima, Haruhiko Mikimoto, Katsuhiro Otomo, Hiromu Arakawa, Yoshiyuki Sadamoto en Masamune Shirow.
In het midden van de jaren negentig begon Norma Editorial een nauwe samenwerking met het Amerikaanse onafhankelijke Dark Horse en voegde zich later bij hun superhelden uit de catalogusreeks DC Comics en het merk Vertigo.

### Laatste jaren
Na het verlies van de rechten op DC-strips in 2005, begonnen ze een reeks collecties waaronder Made in Hell (een terreurstrip), Comic Noir (politieke strip) en El día después (sci-fi strip). In 2006 kondigden ze de aankoop aan van een nieuwe superheldenreeks, van de ASPEN-redactie (Soulfire en Fathom) en WildStorm (The Authority of Ex Machina).